# Departamento de Planificación Urbana de la Ciudad de Nueva York
El Departamento de Planificación Urbana de la Ciudad de Nueva York (del inglés: New York City Department of City Planning) es una agencia gubernamental de la ciudad de Nueva York responsable del planeamiento tanto como físico y socioeconomico. El departamento es responsable de revisar el uso de terrenos y del medio ambiente, y desarrollar planes y políticas para proveer información al Alcalde de la Ciudad de Nueva York, del Presidente del borough, el Consejo de la Ciudad de Nueva York, juntas comunitarias y otros órganos gubernamentales locales relalacionada al desarrollo a macro escala de la ciudad. También es la encargada de crear los mapas de la ciudad, comprar y vender espacio de oficinas y terrenos propiedad de la ciudad the City Map, purchase y de la designación de Hitos y distritos históricos.
También se encarga del Catastro de toda la ciudad

## Comisión de planeamiento de la ciudad
La Comisión de Planeamiento de la Ciudad fue creada en 1936 en virtud del New York City Charter. Empezó funcionando en 1938 con siete miembros, todos de los cuales son nombrados por el alcalde y se le dio la oportunidad de crear un plan maestro.